# Тома Палчић
Тома Палчић (вел. Bawd Tom) је лик енглеског фолклора. Историја Томе Палчића објављена је 1621. године и била је прва бајка штампана на енглеском језику. Тома је не већи од палца његовог оца, и његове авантуре укључују да га прогута крава, да се петља садивовима, и да постане миљеник краља Артура. Најраније алузије на Тому јављају се у разним делима из 16. века, као што је Откривање вештичарења Реџиналда Скота (1584), где је Тома цитиран као један од натприродних људи кога слушкиње користе да би уплашиле децу. Татершел у Линколнширу у Енглеској, наводно има дом и гроб Томе Палчића.
Поред сопствених прича, Тома фигурира у драми Тома Палчић Хенрија Филдинга из 1730. године, пратећем делу његове Ауторске фарсе. Проширен је у један комад из 1731. године под насловом Трагедија трагедија или Историја Томе Палчића Великог.
Средином 18. века почеле су да се објављују књиге посебно за децу, а средином 19. века Тома је био део дечје библиотеке. Прича је попримила морални призвук и неки писци, попут Шарлоте Мери Јонг, очистили су сумњиве одломке. Дина Малок се, међутим, суздржала да не прочешља причу њених вулгарности. Прича Тома Палчића адаптирана је у неколико филмова.

## Историја
Тома Палчић је можда био стварна особа рођена око 1519. године, јер постоји гроб за који се претпоставља да је његов. Постављен је на под који се налази уз главну капелу цркве Светог Тројства у месту Татершал, Линколншир, УК. Натпис гласи: „T. THUMB, стар 101 годину умро 1620“. Гроб има само 16"(40 cm) дужине.
Најранији сачувани текст је брошура од 40 страница штампана у Лондону 1621. године под насловом Историја Томе Палчића, Малог, за његов мали стас, Патуљка краља Артура: чији живот и авантуре садрже многе чудне и чудесне незгоде, објављене за радост веселих проводитеља времена. Претпоставља се да је аутор Лондонац Ричард Џонсон (1579 − 1659?) јер се његови иницијали појављују на последњој страници. Једини познати примерак налази се у библиотеци Пиерпонт Морган, Њујорк.
Тома је већ био традиционални народни лик када је брошура штампана и вероватно је да су штампани материјали кружили пре Џонсоновог. Није познато колико је Џонсон допринео Томином лику или његовим авантурама. Вилијам Фулке се на њега осврнуо 1579. у Heskins Parleament Repealed, а Томас Наше 1592. у прозној сатири Pierce Penniless. Реџиналд Скот је Тому у свом "Откриће вештичарења" (1584) навео као једно од створења којим служавке плаше децу, заједно са вештицама, патуљцима, вилењацима, вилама, џиновима и другим натприродним људима.
Прича припада циклусу гутања. Тому прогутају крава, џин, риба, млинар и лосос у неким проширењима Џонсонове приче. Том се из таквих невоља избацује прилично грубо, али уредници каснијих издања пронашли су начине да његово избављење учине пристојније и ретко је пролазио даље од уста.
Томова прича је небројено пута штампана у Британији, а продата је у Америци већ 1686. године. Метричка верзија објављена је 1630. године. Књига је много пута штампана, а додата су још два дела око 1700. године. Три дела су прештампана много пута.
1711. године, Вилијам Вагстаф објавио је Коментар на историју Томе Палчића. 1730. енглески драмски писац Хенри Филдинг користио је Тому као централну фигуру представе са тим именом, коју је 1731. написао као фарсу Трагедија трагедија или Историја Тома Палчића Великог. Представа је испуњена политичком и књижевном сатиром из 18. века и замишљена је као пародија на херојске трагедије. Наслов „Велики“ може бити замишљен као референца на политичара сер Роберта Валпола кога су често називали „Великим“.
Трагедија Хенрија Филдинга Тома Палчић била је основа за оперу коју је написао Кејн О’Хара. Филдингов Тома проглашен је моћним ратником и победником дивова, упркос његовом стасу, као и предметом жеље многих дворских дама. Прича се у великој мери бави разним љубавним троугловима међу ликовима. На крају Тома умире када га крава прогута, али његов дух се враћа. 
Средином 18. века почеле су да се појављују књиге посебно за децу, а Тома је цитиран као аутор наслова као што су Tommy Thumb's Song Book (1744) и Tommy Thumb's Little Story Book (око 1760). Године 1791. Џозеф Ритсон је приметио да је Томова популарност надалеко позната: „Сваки град, град, село, радња, тезга, мушкарац, жена и дете у краљевству могу о томе сведочити“.
Томина прича је првобитно била намењена одраслима, али је средином 19. века пребачена у дечје. Вулгарне епизоде су саниране, а морализирање је обојило причу. У адаптацији Шарлоте Мари Јонг из 1856. године, Тома се одупире својим природним нагонима за несташним подметањима, одриче се својих веза са земљом вила и проглашава се хришћанином. Како Мордредова побуна траје у последњим данима Артурове владавине, Тома одбија да се врати у Земљу вила, више волећи да умре као часни хришћанин.
1863. Дина Марија Малок одбила је да очисти спорне одломке приче и пустила да прича говори сама за себе. Она додаје материјал, а Тома има авантуре које опет укључују гутање од стране млинара и лососа, затварање у мишоловку, и коначно умирање од отровног даха паука. Томина прича је од тада прилагођена свим врстама књига за децу са додатком новог материјала и прерадом постојећег материјала, али његова несташна нарав и храброст остају несмањени.

## Прича
Историја Томе Палчића Ричарда Џонсона, из 1621. године, говори да у доба краља Артура, стари Тома Горски, орач и члан Краљевског савета, не жели ништа више од сина, чак и ако није већи од палца. Шаље своју жену да се консултује са Мерлином. За три месеца она рађа омаленог Тому Палчића. „Краљица вила“ и њени помоћници делују као бабице. Она Томи даје шешир од храстовог листа, кошуљу од паучине, дублет од чичка, чарапе од коре јабуке и ципеле од мишје коже.
Тома вара у играма са другим дечацима и због његових многих трикова, дечаци се неће дружити са њим. Том се освети употребом магије како би окачио мајчине лонце и чаше о сунчеве зраке. Када његови другови покушају исто, њихови лонци и чаше падну и разбију се. Након тога, Тома остаје код куће под надзором своје мајке. На Божић она прави пудинге, али Тома упадне у тесто и скува се у једном од њих. Кад котлокрпа дође да проси, Томина мајка му нехотице да пудинг у коме се налази њен син. Он прдне прелазећи степеницу, али Тома викне и уплашени котлокрпа испусти пудинг. Тома га поједе и враћа се кући како би мајци и оцу испричао своју авантуру.
Његова мајка га након тога пажљивије пази. Једног дана прати је на њиву како би помузла краве. Он седи испод чичка, али га прогута црвена крава. Крави се даје лаксатив, а Тома прелази од ње у "крављи грм". Други дан прати оца на сетви и вози се у уху коња. Тома је постављен у поље да глуми страшило, али гавран га одводи. Родитељи га траже, али не могу да га пронађу.
Гавран испусти Тома у замак џина. Окрутни џин гута сићушног дечака попут пилуле. Тома се разбије у џиновом стомаку који га поврати у море. Тамо га још једном поједе риба коју упецају за вечеру краља Артура. Кувар је запањен кад види како мали човек излази из рибе. Тома тада постаје патуљак краља Артура.
Тома постаје омиљен на краљевском двору краља Артура, посебно међу дамама. Одлази накратко кући да види родитеље, узима краљу нешто новца из ризнице уз краљево одобрење, а затим се враћа на двор. Краљица вила проналази га како спава на ружи и оставља му неколико поклона: зачарани шешир знања, прстен невидљивости, појас који мења облик и ципеле које га у тренутку могу одвести било где.
Тома пада тешко болестан када дама издува нос, али га излечи лекар. Вози се кочијом од орахове љуске и упознаје Гарагантуа. Сваки се може похвалити својим многим моћима. Када Гарагантуа прети да ће наудити Томи, Тома похита кући на сигурно. Краљ Артур са чуђењем слуша Томине бројне авантуре.
Прича Ричарда Џонсона из 1621. године овде се завршава, али је читаоцима обећао наставак који никада није пронађен, ако је уопште објављен. 1630. године објављена је метричка верзија у три дела која наставља Томине авантуре.

### Касније приче
Друге верзије дају другачију слику Томиног краја. Када се вратио на Артуров двор, случајно је улетео у посуду са краљевим јелом. Том разљути кувара који му прети одсецање главе. Уточиште тражи у устима млинара. Осећајући ситне гласове и покрете у себи, човек верује да је опседнут. Зева и Том излази, али млинар је толико љут да баци Тома у реку где га прогута лосос. Рибу упецају, односе у краљеву кухињу, а Тома пронађу и држе у замци за мишеве док му краљ Артур не опрости.
Двор иде у лов и Том им се придружује на свом коњу, мишу. Мачка ухвати миша и Том је повређен. Одведен је у земљу вила где се опоравља и борави неколико година. Када се врати на суд, сада влада краљ Тунстон. Очаран малим човеком, краљ даје Тому сићушну кочију коју вуче шест мишева. Због тога је краљица љубоморна јер није добила такве поклоне. Том покушава да побегне на лептиру, али је ухваћен и затворен у мишоловку. Ослободи га радознала мачка и поново осваја наклоност краља Тунстона. Нажалост, убије га ујед паука. Том је положен испод ружиног грмља, а мермерни споменик му је постављен у спомен.

## Адаптације
Тома Палчић је тема неколико филмова.
Цртани филмови
- 1936. године објављени су кратки цртани филмови у режији Аба Ајверкса,
- 1940. кратки цртани филм Merrie Melodies под називом Тома Палчић у невољи је приказао Чак Џонс.

### Филмови
- Џорџ Пал је 1958. године режирао акциони мјузикл тома палчић (написано малим словима да означи малу величину лика) у којем глуми Рас Тамблин, на основу приче браће Грим Thumbling
- Такође 1958. године, иако није објављена у САД до 1967. године у синхронизованој верзији, мексичка верзија Томе Палчића (првобитно названа Пулгарсито) направљена је грубо заснована на "Le petit Poucet" Шарла Перроа.
- 2001. године објављен је француски филм под насловом Le petit poucet који је режирао Оливије Дахан, а у њему су глумили Нилс Хугон, Катрин Денев и Рафаел Фухс-Вилиг
- Тамнија, модернизована верзија филма под називом Тајне авантуре Томе Палчића објављена је 1993. године
- Тома Палчић среће Палчицу и анимирани филм из 2002. на ДВД, окупио је двоје најпознатијих мајушних људи из књижевности, а Томи је глас дао Елајџа Вуд.

### Књижевност
- Текстуалне приче и каснији стрипови засновани на лику Томе Палчића појављивали су се у антологијском стрипу The Beano од првог броја 1938. до касних педесетих.[5]